# Chmelná
Chmelná (Duits: Chmelna) is een Tsjechische gemeente in de regio Midden-Bohemen en maakt deel uit van het district Benešov. Het dorp ligt op 9 kilometer afstand van Vlašim en op 26 kilometer afstand van de stad Benešov.
Chmelná telt 153 inwoners (2024).

## Geschiedenis
De eerste schriftelijke vermelding van het dorp dateert van 1375.
In 1960 werd Chmelná ingedeeld bij het district Benešov.

## Verkeer en vervoer

### Autowegen
Er loopt een regionale weg naar het dorp.

### Spoorlijnen
Er is geen station in Chmelná. Het dichtstbijzijnde treinstation is in Zdislavice, op 6 kilometer afstand. Dat station ligt aan spoorlijn 222 Benešov - Dolní Kralovice.

### Buslijnen
Er is één bushalte in het dorp:
| Halte            | Lijnen | Trajecten          | Vervoerder   |
| ---------------- | ------ | ------------------ | ------------ |
| Chmelná, Chmelná | 849    | Vlašim - Načeradec | CŠAD Benešov |

## Bezienswaardigheden
- Dorpskapel

## Galerij

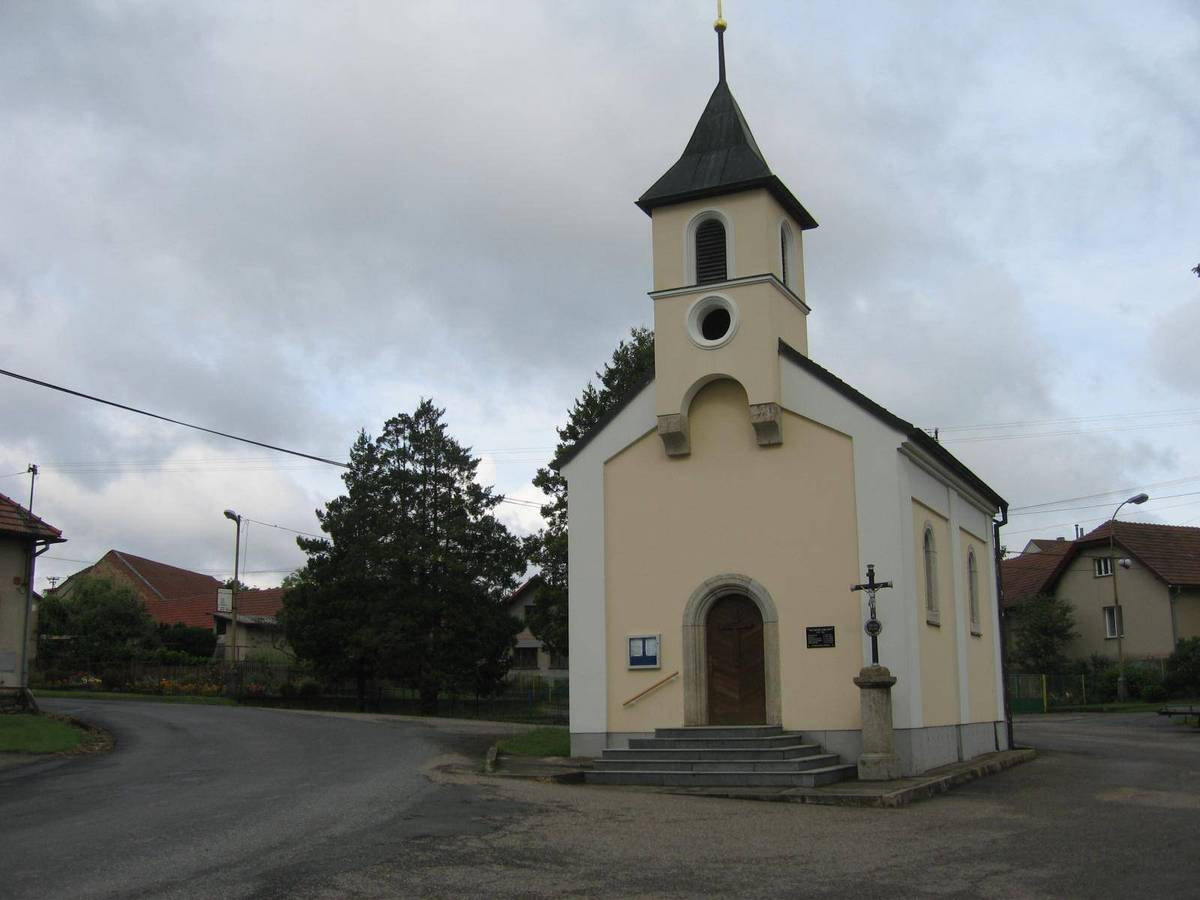
Dorpskapel (voorzijde - 2021)
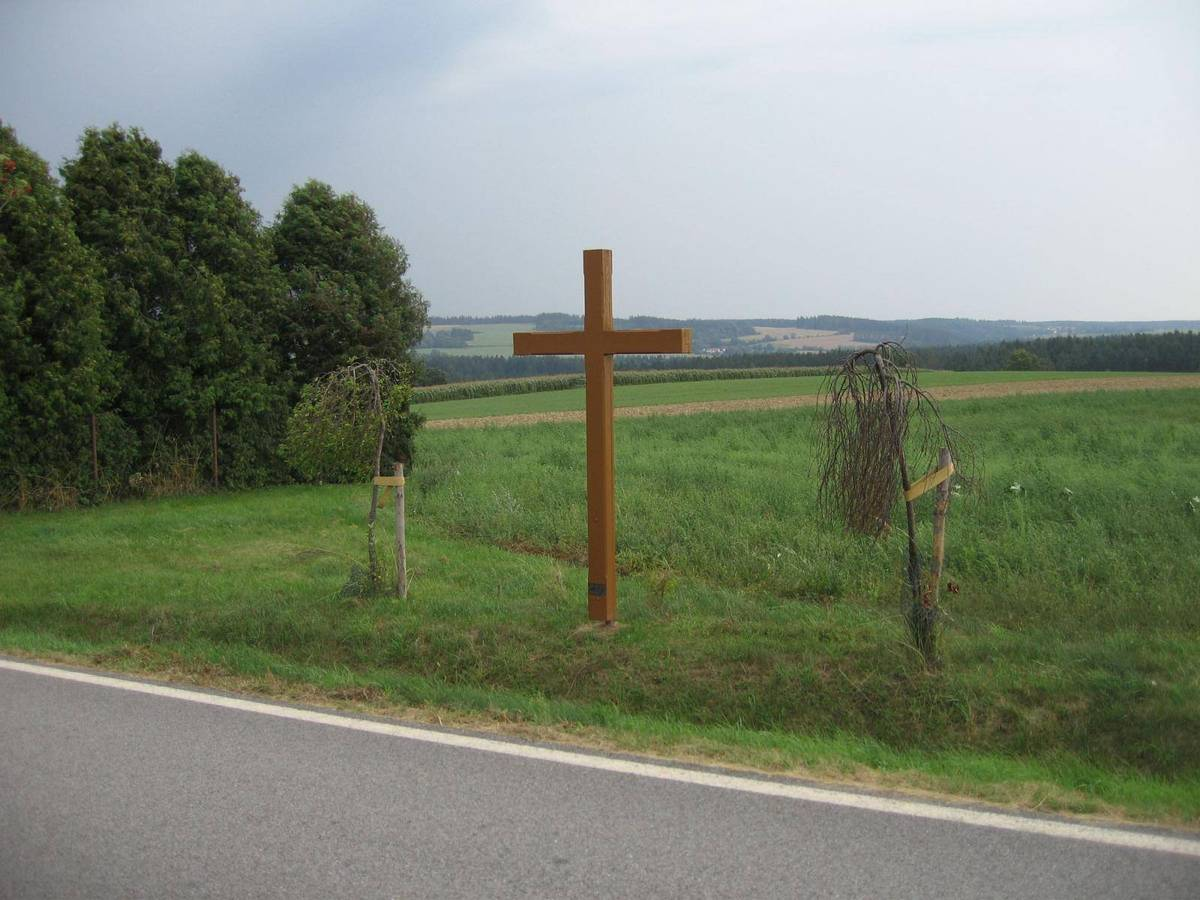
Wegkruis (2021)